# Ballota hirsuta

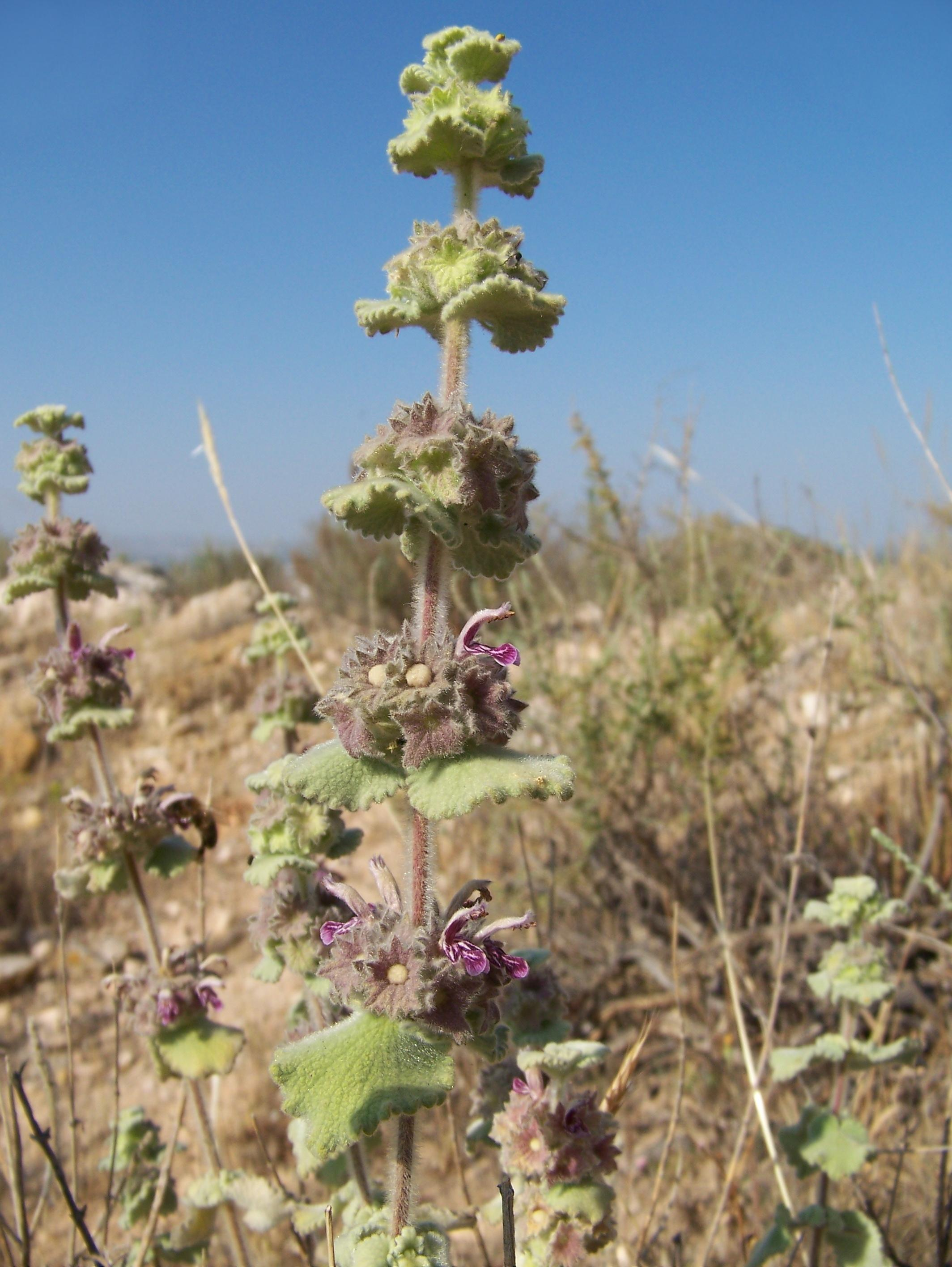
Escape floral.

Ballota hirsuta es una especie de planta herbácea sufrútice del género Ballota de la familia Lamiaceae y de distribución restringida a la península ibérica y el Magreb.

## Descripción
Es una planta sufrútice de unos 20-80 cm de altura, leñosa en la base, con tallos de color castaño y con pelos simples milimétricos patentes, finos o lanosos y también con pelos compuestos. Las hojas, pecioladas, de 2-8 por 1,5-7 cm, son de forma ovada a orbicular, agudas a redondeadas, cordadas o suavemente atenuadas, con dientes anchos y elípticos en general mucronados. Son rugosas por el haz y con nervadura marcada por el envés, más o menos densamente pelosas, las jóvenes frecuentemente aterciopeladas, con pelos simples, pelos glandulares en el margen y pelos estrellados, sobre todo en los nervios del envés. La  inflorescencia está formada por unos 4-10 verticilos más o menos esféricos, de 3-4 cm de diámetro. Las brácteas, similares a las hojas pero apenas pecioladas, son con frecuencia recurvadas y las bractéolas, de 2-9 mm, son linear-espatuladas, agudas, numerosas, a veces con pelos glandulíferos. Las flores son sésiles, con un cáliz de 1-1,5 cm, de color verde o púrpura; el tubo, de 6-7 mm, tiene 10 nervios y el limbo, con pelos estrellado, tiene también 10 nervios principales y nervadura reticulada en el interior; hay unos 10-20 dientes, a veces reducidos a mucrónes. La corola, de 13-18 mm, es de color púrpura rojizo, con franjas longitudinales blanquecinas, con un tubo centimétrico, un labio superior bífido, raramente tetralaciniado, erecto, en general algo cóncavo, muy peloso y un labio inferior con 3 lóbulos, el central mayor, curvado hacia abajo y generalmente emarginado. Los frutos son núculas de 2-2,5 por 1,5 mm, ovoides, subtrígonas, agudas, finamentes alveoladas, de color pardo.

## Hábitat y distribución
Crece en matorrales pedregosos o roquedos, cauces secos de ramblas, bordes de camino y lugares incultos nitrificados, desde el nivel del mar hasta 1400 m de altura. Florece de abril a septiembre y fructifica en noviembre y diciembre.
Su distribución geográfica se limita a la mitad meridional de Portugal y España (incluidas algunas de las Islas Baleares) y África del Norte.

## Usos
Semejante al Marrubium vulgare, el saber popular etnobotánico le atribuye sus mismas propiedades: en infusión, poseería una actividad de tónico cardíaco y antitusivo; en rituales curativos, permitiría eliminar el mal de ojo. [cita requerida]
Indicaciones: Depurativo, lavar heridas, febrífugo, paludismo, tos, garganta, catarro.
A los terpenos o tetraterpenoides presentes en esta planta se le han reconocido efectos antiinflamatorios, antibacterianos o antivirales.
En 2012, estudios preclínicos farmacológicos, confirmarían posibles efectos antitumorales -especialmente en leucemias-, del diterpeno hispanolona, una molécula que se encuentra en la Galeopsis angustifolia y en la Ballota hispanica que, para unos autores, es una mera sinonimia de B. hirsuta.

## Galería
|                  |
| Aspecto general. |

|                            |
| Haz superior de las hojas. |

|                          |
| Detalle de un verticilo. |

|                                            |
| Verticilo con flores y frutos incipientes. |

## Taxonomía
Ballota hirsuta fue descrita por George Bentham y publicado en Labiat. Gen. Spec., p. 595 en 1834
Etimología
- Ballota, derivado latín del griego βαλλοτέ, -ες, vocablo que correspondía muy probablemente a Ballota nigra, como ballōtē, ēs e introducido por Joseph Pitton de Tournefort y revalidado por Carlos Linneo en 1753 y 1754  con alteración de la grafía en Ballota.[3]
- hirsuta, vocablo derivado del latín hirsūtus, -a, -um de significado evidente.

Citología
Número de cromosomas: 2n=22, 28, 30.

Taxones infraespecíficos aceptados
- Ballota hirsuta subsp. inermis (Emb. & Maire) Dobignard
- Ballota hirsuta subsp. intermedia (Batt.) Patzak
- Ballota hirsuta subsp. maroccana (Murb.) Patzak
- Ballota hirsuta subsp. saharica (Diels) Greuter & Burdet[11][9]

Sinonimia
- Ballota acuta Briq. nom. illeg.
- Ballota acuta (Moench) Murb. nom. illeg.
- Ballota acuta var. hispida (Benth.) Murb.
- Ballota africana Colmeiro nom. illeg.
- Ballota cinerea (Desr.) Briq. in H.G.A.Engler & K.A.E.Prantl nom. illeg.
- Ballota hirsuta var. hispida Benth.
- Ballota hispanica Willk. & Lange
- Ballota hispanica var. hispida (Benth.) Emb. & Maire
- Ballota hispanica subsp. hispida (Benth.) Malag.
- Ballota hispanica subsp. mollissima (Benth.) Malag.
- Ballota italica Benth.
- Ballota mollissima Benth.
- Ballota orbicularis Lag. ex Willk. & Lange
- Ballota rupestris (Biv.) Vis.
- Ballota saxatilis (Raf.) Guss. nom. illeg.
- Ballota sicula Lojac.
- Beringeria cinerea (Desr.) G.Don in J.C.Loudon
- Beringeria hispanica (L.) Neck. nom. inval.
- Beringeria hirsuta Neck.
- Beringeria mollissima (Benth.) Heynh.
- Marrubium cinereum Desr. in J.B.A.M.de Lamarck
- Marrubium crispum Desr. in J.B.A.M.de Lamarck nom. illeg.
- Marrubium hirsutum Willd.
- Marrubium hispanicum L.
- Marrubium humile Desf.
- Marrubium saxatile Raf.
- Marrubium scrophulariifolium Lag. ex Benth.
- Pseudodictamnus acutus Moench
- Pseudodictamnus hirsutus (Willd.) Salmaki & Siadati
- Zapateria hirsuta (Benth.) Pau[11][9]

## Nombres comunes
- Castellano: apareada crespa, cola de caballo, dictamo falso de España, dictamo partido, flor rubí (4), hierba de las lamparillas, hierba del colesterol, hierba estropajo, hierbabuena de pastor, incienso, juanrrubio, manrrubio, manrubillo (2), manrubio (8), manrubio de monte, manrubio rojo (2), marrubillo (3), marrubio (10), marrubio blanco (2), marrubio borde (2), marrubio de sipela, marrubio del colesterol, marrubio rojo (3), mastranto, mastranzo, mastranzos, quitamocos, sonamocos.
Entre paréntesis, la frecuencia de uso del vocablo en España.[8]